# Duantang (sockenhuvudort i Kina, Zhejiang Sheng, lat 29,85, long 121,52)
Duantang (kinesiska: 段塘, 段塘街道) är en sockenhuvudort i Kina. Den ligger i provinsen Zhejiang, i den östra delen av landet, omkring 140 kilometer öster om provinshuvudstaden Hangzhou. Antalet invånare är 54 882. Befolkningen består av 27 125 kvinnor och 27 757 män. Barn under 15 år utgör 11,0 %, vuxna 15-64 år 81 %, och äldre över 65 år 7,0 %.
Runt Duantang är det tätbefolkat, med 636 invånare per kvadratkilometer. Närmaste större samhälle är Ningbo, 3,9 km nordost om Duantang. Runt Duantang är det i huvudsak tätbebyggt.
Genomsnittlig årsnederbörd är 1 981 millimeter. Den regnigaste månaden är juni, med i genomsnitt 355 mm nederbörd, och den torraste är januari, med 68 mm nederbörd.